# Alix Faye-Chellali
Pour les articles homonymes, voir Chellali.
Alix Faye-Chellali est une footballeuse française née le 8 août 1988 à Vénissieux. Elle évolue au poste de milieu de terrain défensif. 

## Biographie
Elle joue à l'Olympique lyonnais jusqu'en 2009 et intègre l'équipe de France féminine de football lors de l'année 2009. 
Elle effectue ses études à l'Institut national des sciences appliquées de Lyon.  

## Palmarès
- Championne de France en 2007, 2008 et 2009 avec l'Olympique lyonnais
- Vainqueur du Challenge de France en 2008 avec l'Olympique lyonnais
- Finaliste du Challenge de France en 2006 et en 2007 avec l'Olympique lyonnais